# Dizzee Rascal

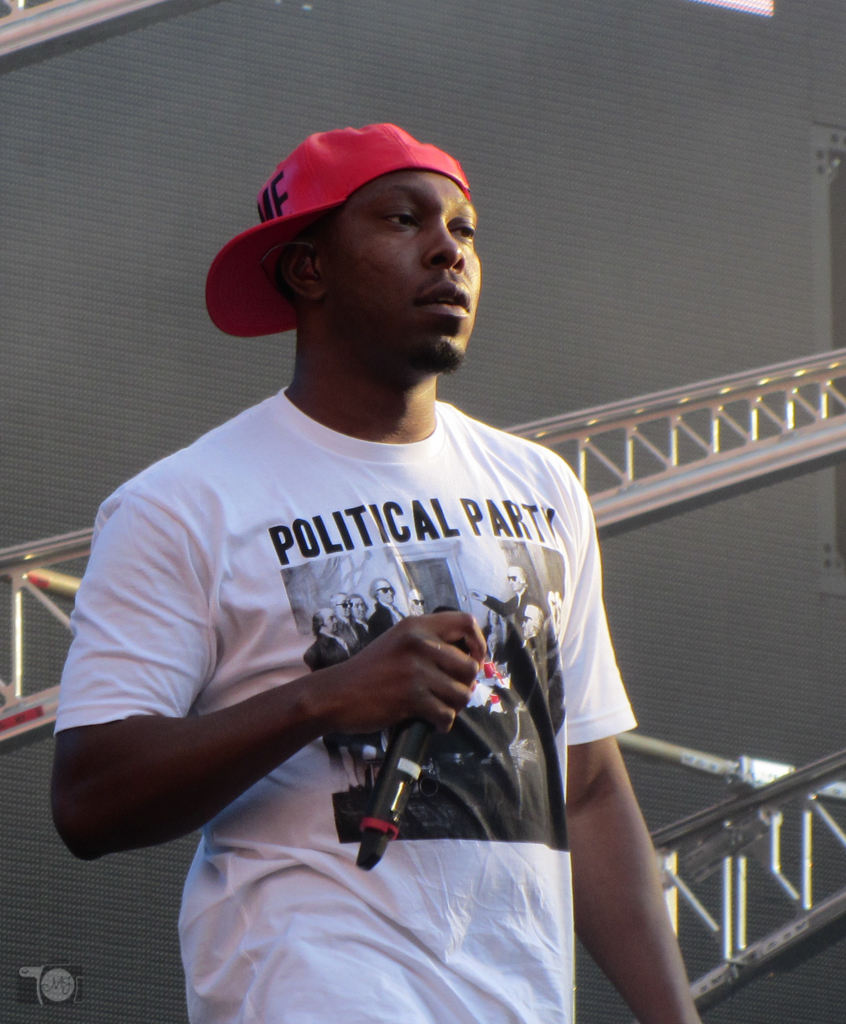
Dizzee Rascal

Dylan Mills (născut în 18 septembrie 1984 în Bow, Londra), cunoscut sub numele de scenă Dizzee Rascal, este un rapper, singer, producător muzical și ocazional actor britanic. A fost membru al formației Roll Deep. Albumul său de debut, Boy in de Corner, a câștigat premiul Mercury în 2003.